# Louis Maurice Pierrey
Louis Maurice Pierrey, né à Alger le 11 janvier 1854 et mort à Paris (16e) le 23 juin 1912, est un peintre français.

## Biographie

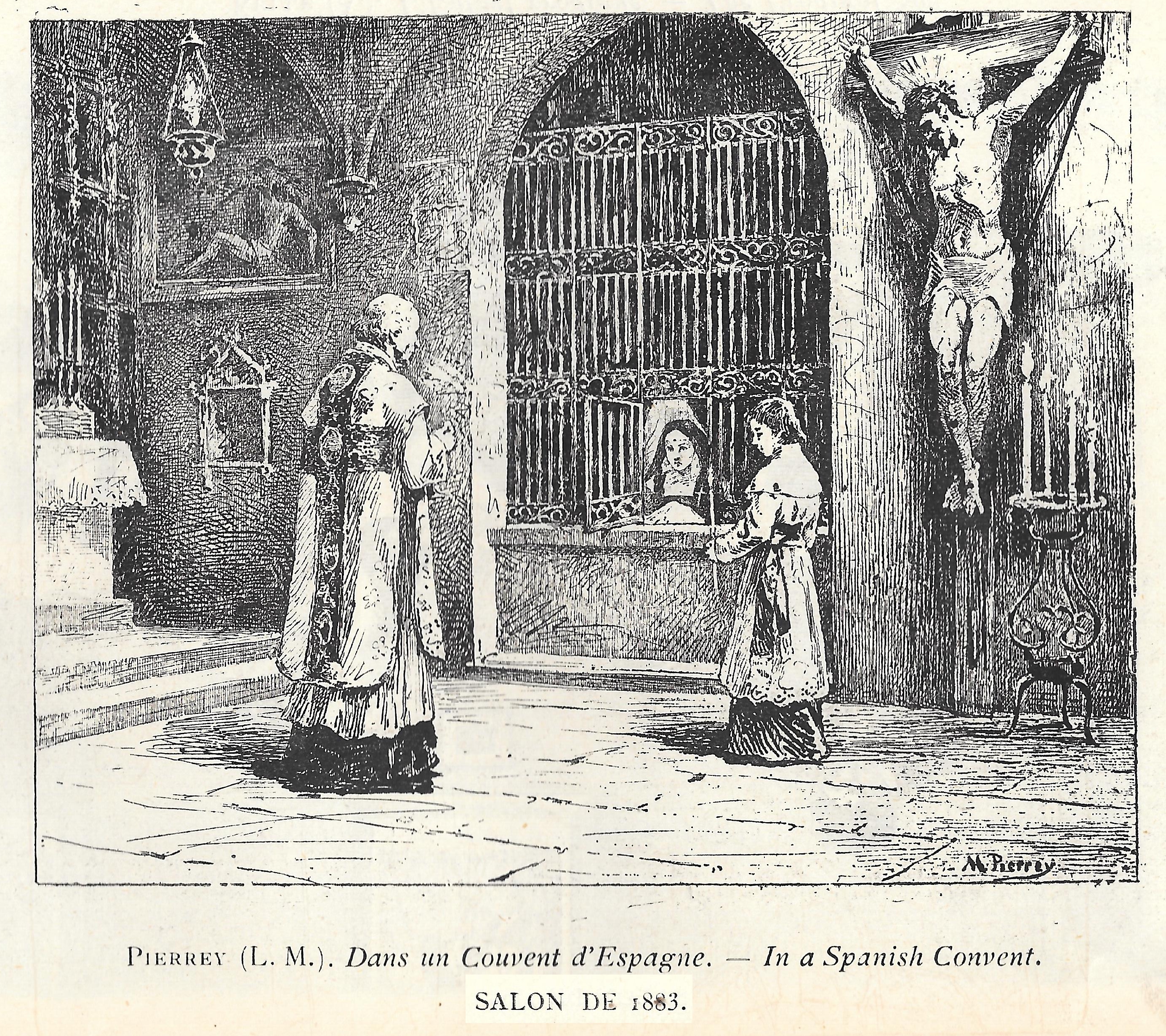
Louis Maurice Pierrey - Dans un couvent d'Espagne - Salon de 1883.

Louis Maurice Pierrey est le fils d’Alfred Pierrey  (1814-1877), magistrat en Algérie (président du Tribunal d'Oran, président de la Cour d'Appel d'Alger), qui terminera sa carrière comme conseiller à la Cour de cassation. Sa mère Corinne Lemonnier était la fille d’un colonel (commissaire impérial auprès du Conseil de révision d'Alger).
Après des études auprès d'Henri Lehmann et Carolus Duran, il commence une carrière de peintre de genre et portraitiste. Il débute au Salon de 1880.
Membre de la Société des artistes français en 1885, il obtient une mention honorable en 1890 et une médaille de 3e classe en 1896.
Le général Brice Adrien Bizot est témoin à son mariage en 1884 avec Marie Gourbine.

## Œuvres
On connaît une partie de son œuvre au travers des ventes publiques.
- Chant d'Amour, Salon des Artistes français de 1902
  - La marchande de fleurs, peinture,
  - La marchande de thé (1911), peinture, Audap-Mirabaud (S.V.V.), Paris 25/11/2013

- Les lavandières à Saint-Rémy de Provence, peinture, Deburaux APONEM (O.V.V.), Pontoise 14/06/2008

- Voiles rouges devant le port, peinture, Oriot-Dupont (S.V.V.), Morlaix 02/08/2004

- Jeunes femmes au lavoir et dindons dans un petit village de l'Algérie, peinture, SARL Armor Enchères (S.V.V.), Saint-Brieuc 27/06/2004

- Vue de Salon de Provence (1890), peinture, Castellana 150, Madrid 12/01/1999

- - Trois jeunes femmes devant la fenêtre, peinture,
  - L'heure du thé, peinture, Robin-Fattori (S.V.V.), Granville 02/02/1992